# Комсомольский (Солонешенский район)
Комсомо́льский — посёлок в Солонешенском районе Алтайского края. Входит в состав Карповского сельсовета.

## История
Посёлок образован как ферма совхоза «Карповский».

## Население
| 1997 | 1998 | 1999 | 2000 | 2001 | 2002 |
| ---- | ---- | ---- | ---- | ---- | ---- |
| 115  | ↗119 | ↘109 | ↘102 | ↗104 | ↘97  |
| 2003 | 2004 | 2005 | 2006 | 2007 | 2008 |
| ↘86  | ↗91  | ↘86  | ↘80  | ↘79  | ↘69  |
| 2009 | 2010 | 2011 | 2012 | 2013 |      |
| ↘65  | ↘58  | ↗59  | ↘57  | ↘56  |      |

### Национальный состав
Согласно результатам переписи 2002 года, в национальной структуре населения русские составляли 85 %.